# Koza Nostra
Koza Nostra è un film del 2022 diretto da Giovanni Dota.
La pellicola, ambientata in Sicilia e, in parte, in Ucraina, racconta il paradossale incontro, per una serie di vicissitudini, tra una donna ucraina trasferitasi da poco in Italia e la famiglia di un boss della mafia siciliana.

## Distribuzione
Il film è stato distribuito nelle sale cinematografiche italiane a partire dal 19 maggio 2022.